# Piotr Bauć

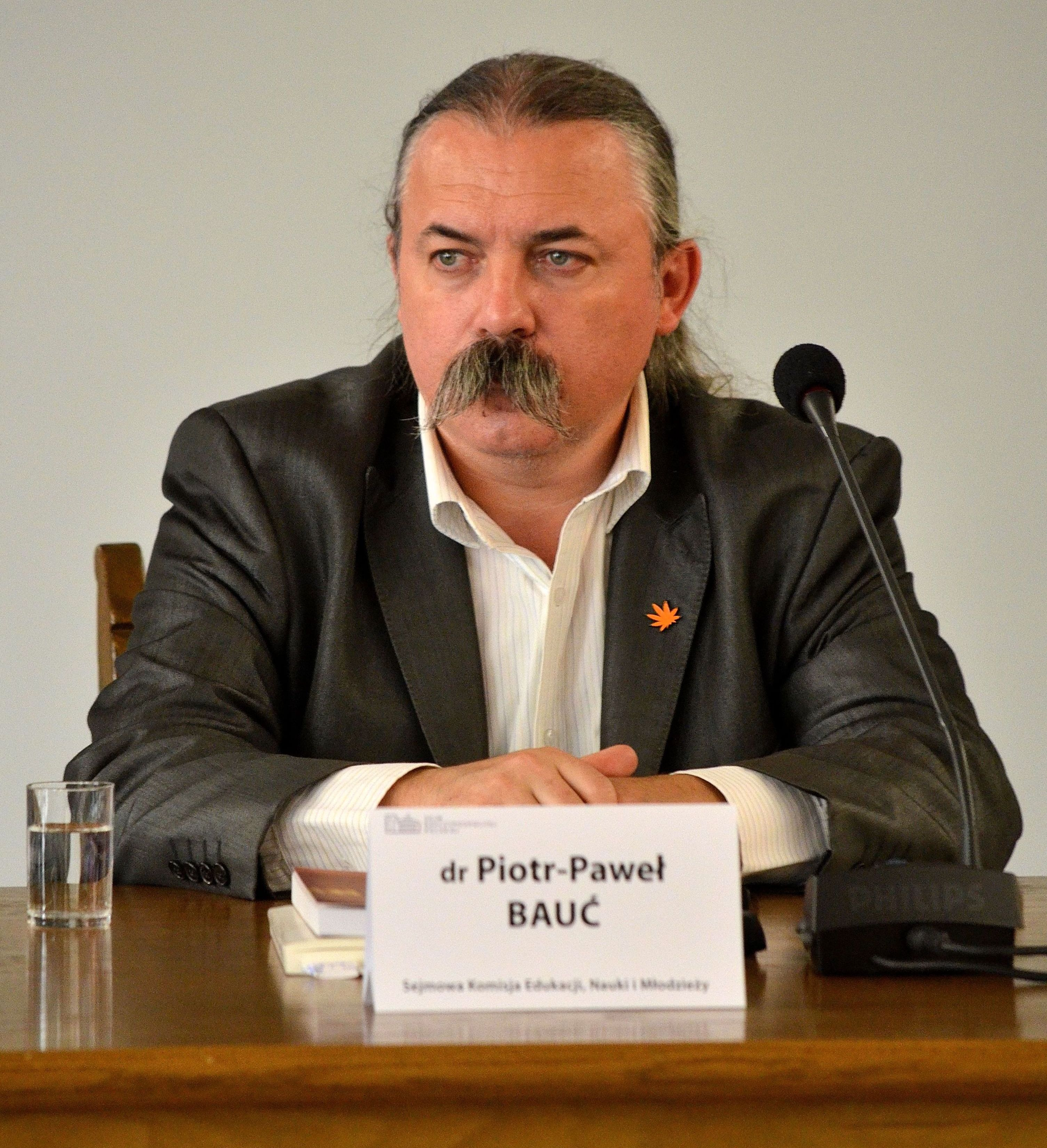
Piotr Bauć (2013)

Piotr Paweł Bauć (* 29. Juni 1960 in Danzig) ist ein polnischer Politiker der Ruch Palikota (Palikot-Bewegung).
Piotr Bauć studierte an der Pädagogischen Hochschule in Częstochowa (heute Jan-Długosz-Universität Częstochowa) und promovierte 2005 am Institut für Kulturwissenschaften der Adam-Mickiewicz-Universität Posen. Anschließend war er an verschiedenen Hochschulen tätig, zuletzt am Pädagogischen Institut der Universität Danzig. Bei den Parlamentswahlen 2011 kandidierte er erstmals und konnte im Wahlkreis 25 Danzig mit 13.398 Stimmen einen Sitz im Sejm erlangen.